# Пивная улица
«Пивная улица» (англ. Beer Street) — гравюра художника Уильяма Хогарта, созданная, как и «Переулок джина», в разгар событий, позднее ставших известными как «Лондонская джиномания» 1751 года.
«Пивная улица» изображает абсолютно контрастную ужасам «Переулка джина» добрую лондонскую сцену, на которой удовлетворённые рабочие пьют из кружек пенящееся пиво, едят и кокетничают с женщинами. Дом старого ростовщика, который процветал на гравюре «Переулок джина», забит и разрушается.